# Channel 5 (Band)
Channel 5 war eine deutsche Popband aus Hamburg, die 1982 von Jan Krueger, Christian Blau und Frank Winneberger gegründet wurde.

## Bandgeschichte
Krueger und Produzent Lorenz Westphal (bekannt unter dem Künstlernamen Lonzo) entwickelten 1983 in Hamburg einen international konkurrenzfähigen, professionell inszenierten Sound für Channel 5, der sowohl Mainstream-Rock und Jazz, als auch Funk einschloss. Vom ersten Album Colour of a Moment wurden 1985 80.000 Exemplare verkauft. Nach zwei Deutschlandtourneen mit ausgeklügelten Live-Shows erschien 1986 die zweite LP Painted Nights. Chris Adam hatte die Band inzwischen verlassen und wurde durch Jan-Christof Scheibe ersetzt. Kurze Zeit später trennte sich die Gruppe.
Das Duo Krueger/Wilckens betreibt heute ein Produktionsstudio in Hamburg und produziert Songs für Werbespots. Mit dem Projekt Magic Voices erreichten sie im Jahr 2000 die deutschen Single- und Albumcharts. Krochmann hat ein Tonstudio in Norderstedt und produziert Kinder-Hörspiele, zum Teil zusammen mit Blau, der als freier Künstler im Bereich Malerei und Fotografie tätig ist. Scheibe spielte unter anderem mit Michel van Dyke und Sissi Perlinger.

## Mitglieder
- Jan Krueger – Gesang, Keyboard
- Markus Krochmann – Gitarre, Gesang
- Jens Scharff – Keyboard (bis 1983)
- Chris Adam – Keyboard (bis 1985)
- Frank Winneberger – Bass
- Christian Blau – Schlagzeug
- Christian Wilckens – Saxophon, Gesang
- Jan Christof Scheibe – Keyboard (ab 1985 für Adam)
- Lorenz „Lonzo“ Westphal – Produzent, Songautor und Arrangeur

## Diskografie

### Alben
- 1985: Colour of a Moment (Mega Records)
- 1986: Painted Nights (Polydor)
- 1988: Channel 5 (Polydor)
- 1997: Twilight (WEA)

### Kompilationen
- 1986: Isn’t it You (Polydor)
- 1992: The Best of Channel 5 (BMG Ariola)

### Singles
- 1985: For a Look in Your Eyes (Mega Records)
- 1985: Isn’t it You (Polydor)
- 1986: Young Girls Talk Too Much (Polydor)
- 1986: No One Else (Polydor)
- 1988: Take a Trip (WEA)
- 1989: Is This Love (WEA)